# Komodo (film 1999)
Komodo – amerykańsko-australijski horror science fiction z 1999 roku w reżyserii Michaela Lantieri. Wyprodukowany przez Scanbox Entertainment.

## Opis fabuły
15-letni Patrick (Kevin Zegers) spędza wakacje na jednej z wysp Północnej Karoliny. Jego rodzice zostają zaatakowani i zabici przez smoki z Komodo. Chłopiec długo nie może dojść do siebie. Chodzi na terapię do doktor Victorii Juno (Jill Hennessy) W końcu razem z nią wraca na wyspę. Stają do walki o życie.

## Obsada
- Jill Hennessy jako doktor Victoria Juno
- Billy Burke jako Oates
- Kevin Zegers jako Patrick Connally
- Paul Gleeson jako Denby
- Nina Landis jako Annie
- Michael Edward-Stevens jako Martin Gris
- Simon Westaway jako Bracken
- Bruce Hughes jako pan Connally
- Jane Conroy jako pani Connally
- Melissa Jaffer jako babcia Patricka
- Brian McDermott jako szeryf Gordon
- Nique Needles jako Hippie